# دان سنو
دان سنو (بالإنجليزية: Daniel Robert Snow)‏ هو مجدف ومقدم تلفزيوني بريطاني، ولد في 3 ديسمبر 1978 في لندن في المملكة المتحدة.

## وصلات خارجية
- دان سنو على موقع الاتحاد الدولي للتجديف (الإنجليزية)
- دان سنو على موقع IMDb (الإنجليزية)
- دان سنو على موقع قاعدة بيانات الفيلم (الإنجليزية)